# Antonio Palacios
Antonio Palacios Ramilo (O Porriño, 8 gennaio 1874 – Madrid, 27 ottobre 1945) è stato un architetto spagnolo.

## Biografia
Nacque a O Porriño, nelle vicinanze di Pontevedra, in Galizia. Architetto prolifico, è noto per i progetti del Palacio de Comunicaciones e dell'Hotel Florida di Madrid, del Teatro Garcia Barbon di Vigo e tanti altri lavori nelle stesse città e in altre come Mondariz, Baiona e O Porriño. Ha modernizzato l'immagine di Madrid firmando alcuni dei più emblematici edifici della città: 
- il Círculo de Bellas Artes
- il Banco del Rio de la Plata
- il Banco Mercantil e Industrial
- l'Ospedale di Maudes
- la prima linea della Metropolitana di Madrid, i cui ingressi originali progettati dallo stesso Palacios sono ancora in uso nel centro della città

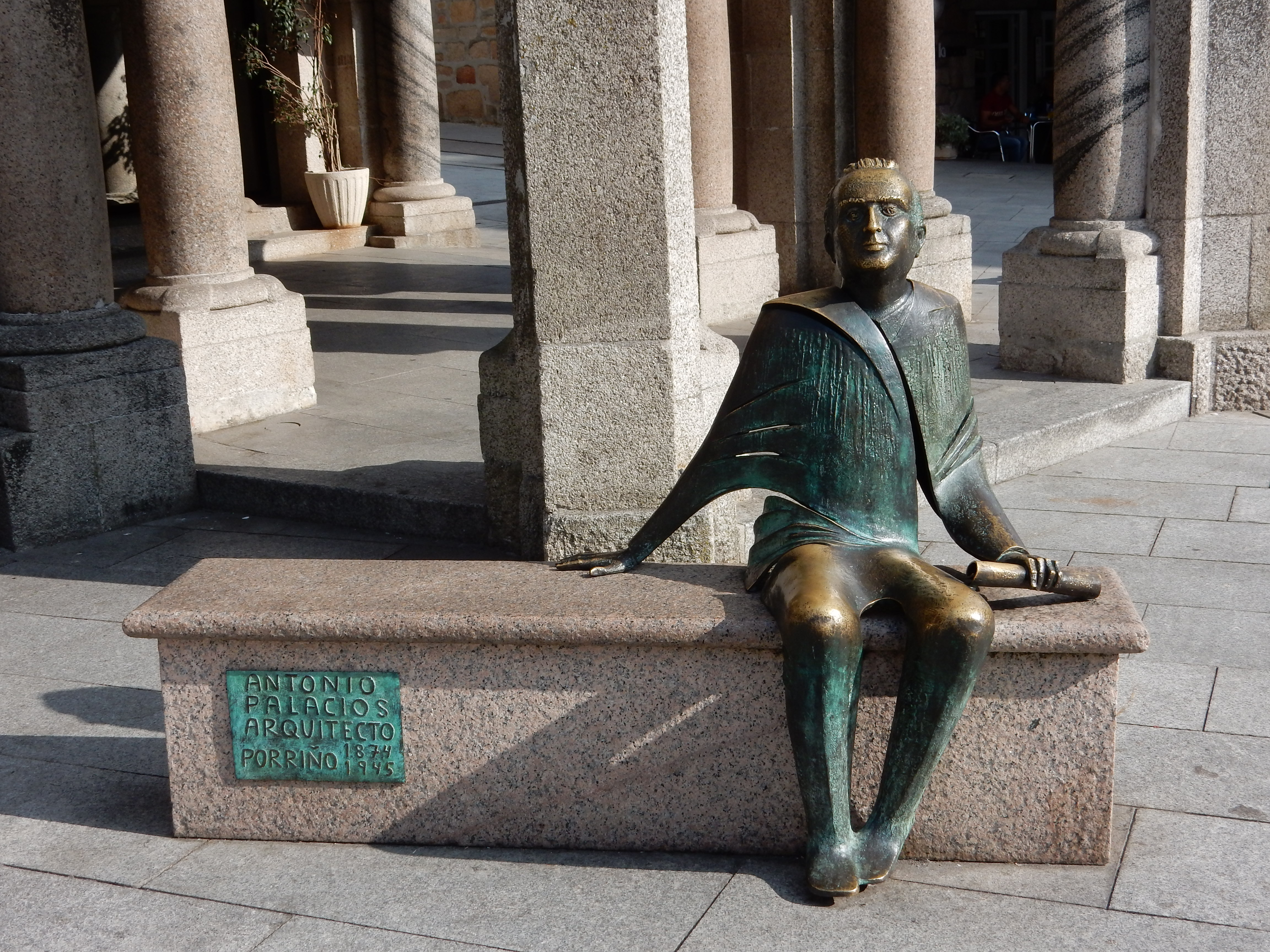
Monumento ad Antonio Palacios, nella città di O Porriño